# Lommatjärnen, Halland
Lommatjärnen är en sjö i Kungsbacka kommun i Halland och ingår i Rolfsåns huvudavrinningsområde.